# Xanga
O Xanga foi um site que hospedava blogs, fotologs e perfis de redes sociais. Era operado pela Xanga.com, Inc. e tinha sede em Nova York. O site foi encerrado em 2013.
O serviço foi um dos primeiros provedores de blog a iniciar publicamente em novembro de 2010, antes disso o serviço ainda estava no alfa não público em 1999 e na beta em 2000.

## História
O Xanga começou em 1999, como um site para compartilhar resenhas de livros e músicas. Tornou-se público em 2000, seguindo uma série de métodos de recrutamento por e-mail via GeoCities. Nos anos seguintes, Xanga passou por várias mudanças de formatação. O Conteúdo em destaque foi dividido em 2002,  sendo substituído pelas visualizações Premium e Classic. Eventualmente, novos recursos de perfil, como amigos, "cutucadas" e fóruns de bate-papo que se assemelham ao Facebook, foram adicionados e recursos de vídeo e áudio foram adicionados em 2006.
De acordo com Alexa Internet, um site de métricas da Internet, o ranking de Xanga atingiu o pico em 2007 e caiu continuamente desde essa data. Em 2013, o Xanga estava ameaçado de encerrar, a menos que tivesse levantado US $ 60 mil em meados de julho (para o "Xanga 2.0").  Fiel à sua palavra, o Xanga se tornou uma página não navegável no final de 2013, quando o site não atingiu seu objetivo e, até hoje, o Xanga 2.0 ainda não foi lançado.

## Recursos principais

### Blog
Inicialmente, o Xanga permitiu que os membros se inscrevessem nos sites uns dos outros de forma anônima. Alguns usuários ficaram incomodados com assinaturas anônimas e, portanto, durante a semana de 15 de julho de 2003, o suporte para esse recurso foi descontinuado. Como alguns usuários usavam assinaturas anônimas para experimentar assinaturas em outros sites, em 21 de julho de 2003, o Xanga adicionou um recurso que permite que os membros experimentem uma assinatura de avaliação em outro site. Essa atualização também permitiu que os membros ocultassem assinaturas individuais da exibição pública.